# 圣厄苏瓦
圣厄苏瓦（法語：Sainte-Eusoye，法語發音：[sɛ̃t øzwa]）是法国瓦兹省的一个市镇，属于克莱蒙区。

## 地理
圣厄苏瓦（49°34'37"N, 2°14'43"E）面积8.48 平方千米，位于法国上法蘭西大區瓦兹省，该省份为法国北部内陆省份，北起索姆省，西接厄尔省和滨海塞纳省，南至塞纳-马恩省和瓦兹河谷省，东临埃纳省。
与圣厄苏瓦接壤的市镇（或旧市镇、城区）包括：弗鲁瓦西、迈松塞勒蒂勒里、努瓦雷蒙、努瓦耶圣马丹、圣昂德雷法里维莱尔、特鲁桑库尔、旺德伊-卡普利。

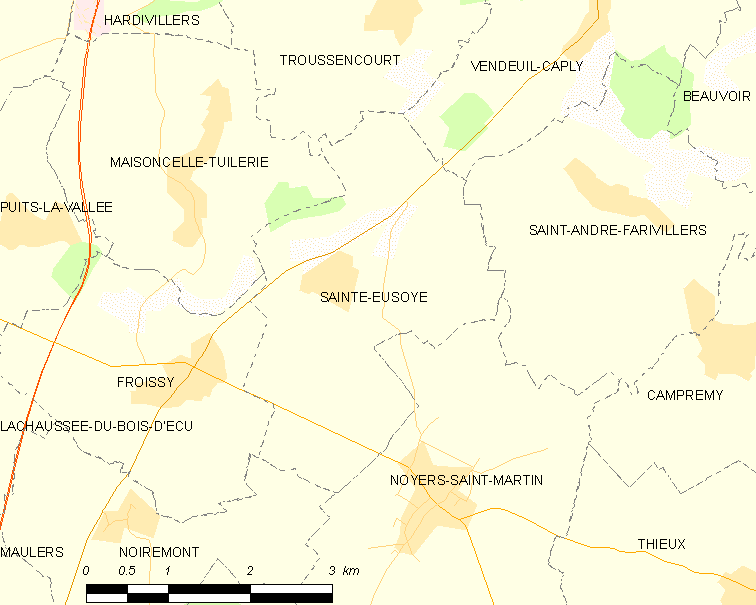
圣厄苏瓦的OSM定位图

圣厄苏瓦的时区为UTC+01:00、UTC+02:00（夏令时）。

## 行政
圣厄苏瓦的邮政编码为60480，INSEE市镇编码为60573。

## 政治
圣厄苏瓦所属的省级选区为圣瑞斯特昂绍塞县。

## 人口

1962-2008年间圣厄苏瓦人口变化图示

圣厄苏瓦于2022年1月1日时的人口数量为335人。